# Ethnos
 (novembre 2022).
Si vous disposez d'ouvrages ou d'articles de référence ou si vous connaissez des sites web de qualité traitant du thème abordé ici, merci de compléter l'article en donnant les références utiles à sa vérifiabilité et en les liant à la section « Notes et références ».
L’ethnos (au pluriel éthnè ; en grec ancien : ἔθνος / éthnos), est, dans la Grèce antique, ce que l’historiographie classique appelle une « tribu grecque » (ou hellénisée). En français, « ethnie » est un terme apparu en 1787 ou 1896 dans la langue française. Il dérive de l’un des quatre termes qui, en grec ancien, servaient à désigner les groupes humains : γένος / génos soit « famille, clan », λαός / laós soit « peuple assemblé, foule », δῆμος / dēmos soit « peuple du lieu, citoyens » et ἔθνος / éthnos désignant généralement une communauté d’habitants partageant les mêmes ancêtres, divinités, cultes, sanctuaires et fêtes.
Le terme a pris une connotation racialiste comme synonyme à la fois d’« ethnie » et de « nation » en grec moderne. Ainsi l’historien Hérodote, dans « L’enquête », définit l’Hellênikon ethnos se réfère du droit du sang : on est grec si nos ancêtres le sont. Il peut aussi prendre une connotation raciste lorsque les « tribus grecques » sont opposées aux « tribus barbares » jugées inférieures.
L’Hellênikon ethnos requiert trois autres critères : les mêmes coutumes, les mêmes dieux et la même langue. Les Achéens, Étoliens ou Béotiens se savent tous membres de la communauté des Hellènes et se retrouvent dans des sanctuaires, mais cela n’empêche pas des luttes fratricides entre cités hégémoniques notamment au sein de la confédération béotienne.

## Description générale et définition
Même si on a tendance à opposer cité et éthnè, des rapprochements sont possibles. Il s’agit notamment de deux formes de vie communautaires. Comme les habitants de la cité, ceux qui forment l’éthnè se retrouvent autour de sanctuaires qui leur sont propres. Que ce soit Passaron (en) pour les Molosses, Dodone pour une communauté plus large qui rassemble toute l’Epire, Thermos pour les Éoliens, Aktion pour les Acarnaniens et tant d’autres.
Thucydide, parlant des éthnè, semble décrire une autre planète au sujet des gens qui vivent à l’Ouest de Delphes. Il y décrit une manière ancienne de vivre qui se caractérise par l’absence de remparts, par des groupements de villages, par la pratique de la piraterie, du pillage et du port des armes pour se faire justice soi-même. 
Thucydide énumère ces régions du Nord-Ouest organisées en entités ethniques assez larges comme les Locriens Ozoles, les Étoliens, les Acarnaniens et bien d’autres.
Dans certains cas, au sud de la Grèce, l’ethnos est superposé au cadre de la polis notamment en Béotie, en Achaïe et plus largement en Acarnanie.
Dans ce cadre fédéral, la polis a pu être véhiculée dans certaines cités par des colons venus de Corinthe ou de Mégare par exemple. Mais, dans certaines éthnè comme chez les Molosses ou les Chaoniens, les communautés de base restent les γένοι (genoï : clans fédérés entre eux).

## L’ethnos macédonien
De très nombreux rois se succèdent en Macédoine entre le Ve et le IVe siècle av. J.-C. Au moment de l’arrivée au trône de Philippe II, la Macédoine n’est pas structurée géographiquement, et est faible sur le plan extérieur. Au nord, la Macédoine subit des attaques illyriennes, à l’ouest des attaques épirotes. 
D’un point de vue géo-climatique, la Macédoine possède des fleuves et un climat qui favorisent son unité. 90% de la Macédoine se trouve à plus de 500 mètres d’altitude, et 50% à plus de 1500 mètres. La vie en altitude offre des ressources limitées et la transhumance des éleveurs oblige à avoir un habitat en hiver et un autre, plus en altitude, en été. Cela crée une structure en communautés claniques soudées qui se déplacent et ne sont pas adaptées à une vie urbaine. La Macédoine du centre est très humide, il y pleut très souvent et elle dispose d’une grande quantité de bois que les Grecs et les Perses achètent pour leurs flottes.
Les clans montagnards n’ont pas intérêt à aller vers les côtes, marécageuses, basses et inhospitalières pour leur bétail. Durant la période classique, la péninsule de Chalcidique est macédonienne, et c’est une région dont le climat doux permet la culture de l’olivier et un mode de vie plus sédentaire. À l’est on retrouve plus de montagnes intercalées avec des terres arables, où s’entremêlent des tribus mi-thraces, mi-macédoniennes, fortement hellénisées (« Astée »). L’eau douce (irrigation, pêche), les bœufs nourris à l’herbe grasse du centre du royaume, le blé et la vigne participent à la prospérité du royaume. 
C’est sur ces bases solides que la dynastie des Argéades structure l’État. Toutes les ressources sont à disposition, avec la base centrale qui est le bois. Il y avait de l’or et de l’argent, du fer, du plomb et du cuivre. Alexandre Ier se met à organiser les ressources et à étendre le territoire qui finit par toucher au nord le Danube et au sud les colonies athéniennes. Il cherche à influer sur l’économie athénienne. C’est aussi à partir d’Alexandre Ier que la Macédoine commence à frapper monnaie. 
Cette montée en puissance et ces ressources attirent d’autant plus des Illyriens et des Thraces qui viennent vivre en Macédoine, ou bien en adoptent la civilisation, ou bien, parfois, qui attaquent ses marges.
L’ethnos de Macédoine est donc une unité peu structurée si on le compare aux structures helléniques du sud et des côtes. Il n’y a aucune réelle structure fortifiée de défense, mais une forte volonté de rester indépendante chez chaque tribu. 

### La structuration de l’ethnos macédonien
La Macédoine va donc chercher l’aide de la Grèce, de la Thessalie en 393-392 lorsque les invasions illyriennes du nord prennent de l’ampleur. De plus, la langue hellénique va se développer et évoluer : certaines tribus vont pouvoir communiquer avec les Grecs comme à la frontière avec la Chalcidique alors que d’autres vont garder leur langue illyrienne ou thrace, incomprise par les autres peuples. L’influence grecque va finir par s’y diffuser grâce au commerce égéen et pontique.